# Nitzana

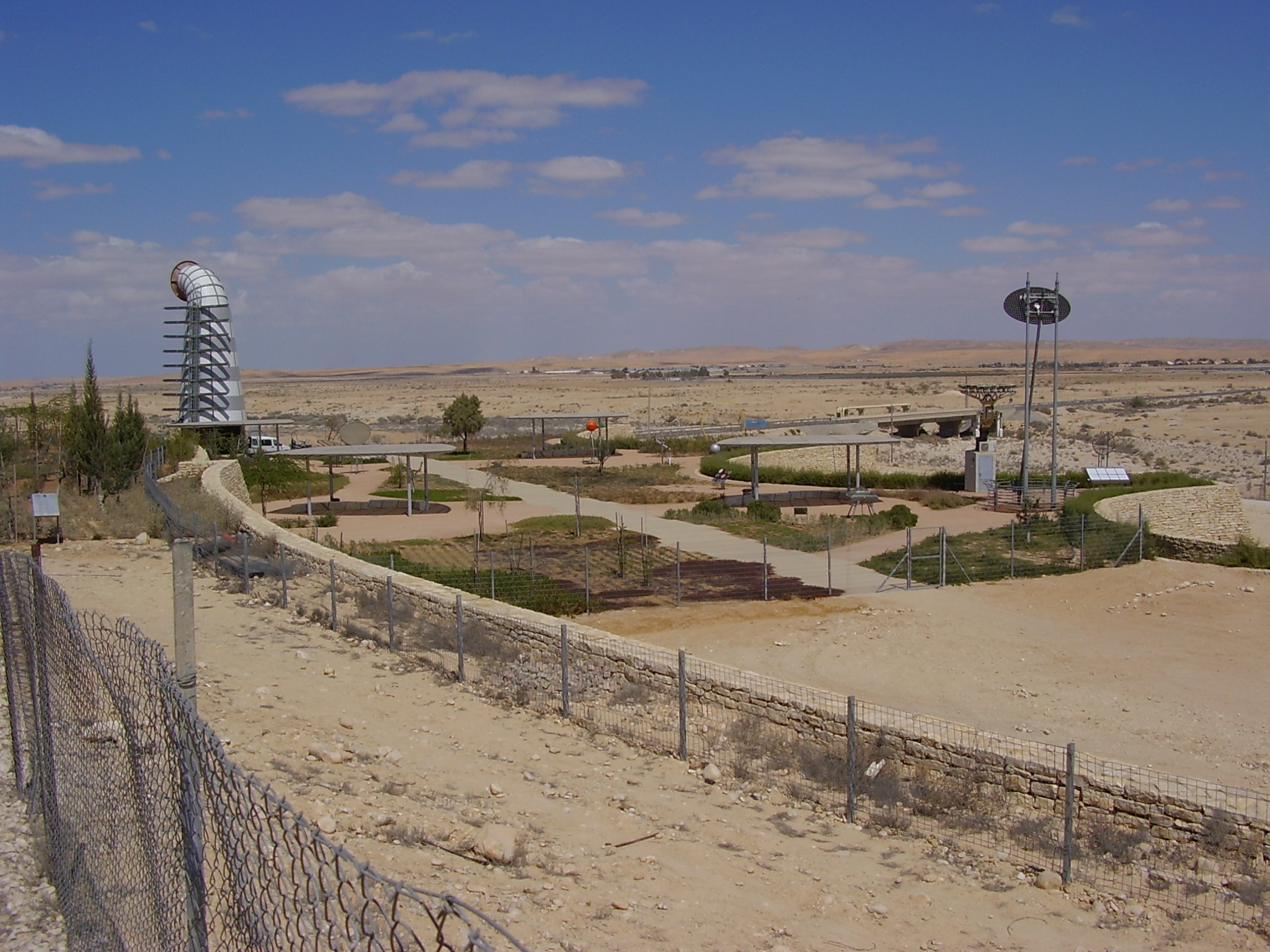
Das Naturschutzgebiet am Nitzana-Jugenddorf

Nitzana (hebräisch נִצָּנָה Nizzanah, Plene: ניצנה) ist eine Ortschaft in Israel. 1986 gründete Arje Eliav, ein ehemaliges Mitglied der Knesset, mit Hilfe von Uri Gordon im politischen Auftrag die Bildungsgemeinschaft Nitzana mit einem Jugenddorf an der israelisch-ägyptischen Grenze, das der Jugend ein Lernumfeld zum Erbe des Negev, der Zukunft des Landes und der Vermittlung demokratischer Werte schaffen sollte. In der Siedlung selbst leben heute rund 50 Familien. Im Jahr 2018 hatte Nitzana 283 Einwohner.
Die Siedlung zählt zur Moʿatzah Asorit Ramat haNegev / מועצה אזורית רמת הנגב / ‚Regionalrat Negevhöhe‘.

## Geschichte
Im August 1953 wurden Beduinen vom Stamm der Azazma aus der Umgebung des Ortes von der israelischen Armee nach Ägypten vertrieben.

## Lage und Umgebung
Nitzana ist in der westlichen Negevwüste gelegen. Es befindet sich in der Nähe der nabatäischen Stadt Tel Nitzana, an der Grenze zum Sinai. Deren antike Ausgrabungsstätte mit dem Ben-Zion-Chalfon-Museum befindet sich auf einer Anhöhe.